# Irena Mierzejewska-Grabowska
Irena Halina Mierzejewska-Grabowska (ur. 28 czerwca 1937 w Ostrołęce) – polska lekarz pediatra, działaczka państwowa i społeczna, w latach 1989–1990 przewodnicząca Prezydium Wojewódzkiej Rady Narodowej w Olsztynie.

## Życiorys
Córka Mariana i Janiny z domu Jastrzębskiej. W 1955 ukończyła liceum ogólnokształcące w Ostrołęce, a w 1962 studia lekarskie na Akademii Medycznej w Warszawie. Uzyskała specjalizację II stopnia z pediatrii i I stopnia z medycyny rodzinnej. Pracowała następnie jako asystent i starszy asystent w Przychodni Obwodowej w Olsztynie i Wojewódzkim Specjalistycznym Szpitalu Dziecięcym w Olsztynie, przez półtora roku była stypendystką Instytutu Matki i Dziecka. Od 1968 do 1973 pozostawała zastępcą kierownika Wydziału Zdrowia Wojewódzkiej Rady Narodowej w Olsztynie. Następnie od 1973 do 1983 była wicedyrektorem, a od 1983 do 1991 – dyrektorem Wojewódzkiego Specjalistycznego Szpitala Dziecięcego. Podczas jej kadencji w 1991 placówkę odwiedził przebywający w Polsce z wizytą apostolską Jan Paweł II. W kolejnych latach kierowała w tej placówce poradnią reumatologiczną.
Wybierana radną Wojewódzkiej Rady Narodowej w Olsztynie i szefową jej komisji zdrowia. Jesienią 1989 objęła funkcję przewodniczącej Prezydium WRN w miejsce Bogdana Mazurka, zajmowała ją do likwidacji organu w połowie 1990. Ponadto zajmowała stanowiska szefowej olsztyńskiego oddziału Polskiego Towarzystwa Pediatrycznego, wiceprezes Polskiego Towarzystwa Reumatologicznego, członek zarządu Polskiego Towarzystwa Lekarskiego oraz prezes Fundacji „Pomóż Mi”.

## Odznaczenia
Wyróżniana m.in. Złotym Krzyżem Zasługi (1994), Odznaką honorową „Zasłużony dla Warmii i Mazur” oraz Odznaką honorową „Za zasługi dla ochrony zdrowia”.